# 林要 (実業家)
林 要（はやし かなめ、1973年9月10日 - ）は、日本の実業家。ロボットベンチャー『GROOVE X』の創業者、代表取締役社長。東京都立科学技術大学大学院修士課程修了。愛知県春日井市出身。

## 来歴

### 幼少期～学生時代
1973年（昭和48年）愛知県岡崎市に生まれる。春日井市にて育つ。内向的な幼少期であったが、エンジニアであった父の影響から次第にモノづくりに憧れるようになった。少年時代には空を飛ぶことに強く惹かれ、自室の窓から『風の谷のナウシカ』に登場する架空の飛行機“メーヴェ”に似せた模型を作っては飛ばしていた。
名古屋市立菊里高等学校、東京都立科学技術大学（現首都大学東京）工学部 機械システム工学科を卒業。数値流体力学などを専門に学ぶ。高校時代は吹奏楽部、大学時代は航空部に所属し、仲間とともに「ものづくり」と「空を飛ぶこと」に魅せられる。操縦桿を握り空の旅を楽しんだ。当時、躍進めざましいソフトバンクの採用試験を受けるも不採用。東京都立科学技術大学大学院 工学研究科 力学系システム工学専攻修了。

### 自動車エンジニアとして
1998年（平成10年）トヨタ自動車入社。 スーパーカー“LFA”等の空力(エアロダイナミクス)を開発。 
2003年（平成15年）スーパーカーレクサス「LFA」などの空力開発に従事。 
2004年（平成16年） Toyota Motorsports GmbH(ドイツ)にて、F1開発に従事。 
2007年（平成19年）帰国後はトヨタ自動車の製品企画部(Z)にて量産車開発マネジメントに従事する。 
クルマ好きが高じて自動車会社に入社。趣味性の高いクルマが好きだった。入社後、利便性を追求する仕事に従事。燃費だったり、操作性だったり。行きたいところへいかに少ない労力で行けるのか、など。次第にクルマの存在感が薄れていくことが気になっていく。利便性を追求してしまう反面、ハンドルから伝わる感触や、エンジンの息吹など「人が車との対話」を楽しむような存在が希薄に感じ、違和感を覚えた頃、「自動車産業以外も見てみたいなあ」と考えるようになる。いろいろな産業が海外勢に押され、自動車のように日本を代表する産業として世界に名乗りを上げるものがなかなか見えこないなか、外貨を稼げる次の産業は何だろう？と考えたとき、丁度「ロボット」や「AI」がブームになっていた。ロボットに携われる機会をいただけるタイミングがあり、「5年後なのか、50年後なのかは分からないがロボットはいずれ産業の中心を担うようになるはず。いつか来るのだから、経験しておくのは悪くない」という思いで、ロボット産業に飛び込んでみることにした。

### ロボットエンジニアとして
2011年（平成23年）孫正義後継者育成プログラム「ソフトバンクアカデミア」外部第一期生として参加。孫正義から直々に転職の誘いを受けたことと、孫社長の「人と心を通わせる人型ロボットを普及させる」という強い信念に共感。
人型ロボットの市販化というゼロイチに挑戦すべく、2012年（平成24年）ソフトバンクへ転職する。感情認識ヒューマノイドロボット「ペッパー(Pepper)」のプロジェクトメンバーとして着任。
2015年（平成27年）6月、感情認識ヒューマノイドロボット「ペッパー(Pepper)」発売開始。毎月1000 台が即完売する人気を博し、ロボットブームの発端となった。同年9月、独立のためにソフトバンクを退社。

### GROOVE Xを創業、LOVOTの開発を開始
2015年（平成27年）11月、『株式会社GROOVE X』設立、代表取締役社長（CEO）に就任
2016年（平成28年）10月、日本のスタートアップファイナンスをグローバルスタンダードに引き上げるため、シード期に最適な資金調達手法として米国シリコンバレーで進化したコンバーティブル・エクイティ（第三者割当による有償新株予約権発行方式）をいち早く活用、シードラウンドとして国内最大級となる14億円の資金調達完了。
2017年（平成29年）12月、シリーズAラウンドにて未来創生ファンドと INCJ を筆頭引受先とし43億5千万円の資金調達完了

### LOVOTを発表
2018年（平成30年）12月、LOVEをはぐくむ家族型ロボット『LOVOT』製品発表。幼少時代から宮崎駿監督のアニメーションが大好きで「宮崎監督のテクノロジーが好きなのに、手がける作品には文明の進歩に対するアンチテーゼがある。ストーリーのなかではテクノロジーがすごく進歩している。またペットのポジションの変化に気づいたことが発想の原点になる。この数十年間でペットが以前より人の心を支える重要な役割を担うようになった。ペットが人に提供している"サービス内容"を分解し、深層学習や強化学習、自動運転技術等を組み合わせれば、ペットに近い存在のロボットが実現できると確信。シンギュラリティに到達すれば人間が機械に支配されるといった、技術の進歩に対する社会の不安を打破できる。LOVOTは人の代わりに仕事をするのではなくペットと同じように人の心を癒す存在になると。
2019年、LOVOT発売開始。

### 2020年以降
2020年（令和2年）以降、日本列島を襲った新型コロナウイルスの感染拡大により、外出制限、在宅勤務、家族とのコミュニケーションの見直しで『LOVOT』の売上が、コロナ前と比べ月間販売数量が最大11倍に激増。元々、核家族や一人暮らしの増加による孤独や寂しさの解消が開発目的であったが、癒しとしての需要がコロナ禍によって急拡大した。2021年1月20日現在、SOMPOホールディングス、日立グローバルライフソリューションズ、NTTドコモなどと資本業務提携を行ない、累計資金調達額は133.1億と事業は拡大。SOMPOとは介護や認知症、日立とは家電品、ドコモとはコミュニケーションサービスの創出を目的に提携し、様々な領域で家族型ロボットが身近な存在になっていく。
2022年、前澤ファンドがGROOVE X株式の全株を取得。

## 受賞歴
2019年（平成31年）以降、『LOVOT』が次々と賞を受賞する。
- 2019 - CES2019にて『The VERGEのBEST ROBOT』
- 2019 - 『COOL JAPAN AWARD 2019』
- 2019 - 『かわいい感性デザイン賞』最優秀賞
- 2020 - CES2020にて『INNOVATION AWARD』、Refinery29の『BEST OF CES』
- 2020 - 『グッドデザイン賞』金賞
- 2020 - 『babytech award2020』大賞
- 2020 - 第13回『ペアレンティングアワード2020』「モノ」部門
- 2021 - 『Japan Venture Awards 2021』経済産業大臣賞
- 2021 - 『第9回ロボット大賞』総務大臣賞
- 2021 - DIAアワード『Honorable Mention Award』
- 2021 - 『日本パッケージデザイン大賞2021』特別審査員賞
- 2022 - 『IP BASE AWARD』スタートアップ部門 奨励賞
- 2022 - 『SOONICORN CLUB AWARDS 2022』
- 2023 - 『第一回WELLBEING AWARDS』 モノ・サービス 部門 GOLDインパクト賞　etc...[6]。

## 人物
- 好きな言葉は「鳴かぬなら、鳴くまで念え、ホトトギス。」[1]
- 挑戦とは失敗のマネジメントであり、失敗とは学習機会であり、そのサイクルこそが成長です。あとは失敗で止めずに、成功するまで続けること[7]。
- 資格は『自動二輪の限定解除（排気量無制限）』（16才取得）、『自家用操縦士(滑空機=動力をもたない飛行機)免許』（21才取得）[1]

## 書籍
- 『トヨタとソフトバンクで鍛えた「0」から「1」を生み出す思考法 ゼロイチ』（ダイヤモンド社、2016年5月27日）　ISBN 978-4478068250
- 『温かいテクノロジー』（ライツ社、2023年5月19日）

## 出演

### テレビ
- 『FNN Live News α』（フジテレビ）[8]
- 『ミラクルビト～未来を創る人～』（フジテレビ）[8]
- 『GoNEXT-未来へ駆けぬける-』（TBSテレビ）[8]
- 『夢遺産～リーダーの夢の先～』（テレビ東京）[8]
- 『公開思考実験／未来構想会議』（フジテレビ）[8]
- 『シューイチ』（日本テレビ）[8]
- 『探究の階段』（テレビ東京）[8]
- 『スッキリ』（日本テレビ）[8]
- 『モヤモヤさまぁ〜ず2』（テレビ東京）[8]
- 『深夜に発見！新shock感～一度おためしください～』（テレビ東京）[8]
- 『ガイアの夜明け』（テレビ東京） - 【特集】「林要／新ロボット革命、始まる」[8]
- 『情熱大陸』（TBSテレビ） - 【特集】「林要／愛されるためだけに生まれた“LOVOT”開発舞台裏」[8]
- 『サタデープラス』（TBSテレビ）[8]
- 『ワールドビジネスサテライト』（テレビ東京）[8]
- 『news zero』（日本テレビ）[8]
- 『NEWSアンサー』（テレビ東京）[8]
- 『ANNニュース』（テレビ朝日）[8]

### インターネット放送
- 『堀江貴文 ホリエモンチャンネル』（YouTubeチャンネル）
- 『西野亮廣エンタメ研究所ラジオ』（YouTubeチャンネル）